# Nitrocalcite
La nitrocalcite è un minerale.